# Ane Negueruela
Ane Negueruela Llamas (Lazkao, País Basc, 1994) és una metgessa, cantant i música basca, vocalista del grup de música Nøgen.

## Biografia
Va néixer a Lazkao (País Basc) el 1994. L'any 2016 Negueruela va passar a formar part del grup de música Nøgen juntament amb Alex Irazusta (guitarra) i Markel Idigoras (ukelele). El grup va començar estant Markel Idigoras d'erasmus a Dinamarca, on va compondre les primeres cançons i el que li va donar nom al grup (Nøgen significa nu en danès). Amb Nøgen, l'any 2017 Negueruela va treure el seu primer EP titulat Lys (llum en danès). L'any següent, el 2018, va publicar el disc Liv til døden (Viure fins a morir), també amb Nøgen, que van presentar al Teatre Principal de Sant Sebastià. En la seva primera gira van visitar Japó, Cuba i Corea.
L'any 2018 Negueruela va haver de deixar el grup de manera temporal per centrar-se en els estudis universitaris de medicina. Va ser substituïda per la cantant Eider Saez. A la fi de 2021, Eider va abandonar el grup de música i va començar la seva carrera en solitari. Després d'això el 2022 Negueruela, que ja havia acabat el MIR, va tornar al grup com a vocalista. En 2023 va publicar el disc Åben Cirkel (Cercle Obert) amb Nøgen, el primer després de la seva volta al grup. El 2024 el grup va rebre set nominacions a la XVI Edició dels Premis MIN de la Música Independent pel treball Åben Cirkel.
El 2009 Negueruela va participar en el concurs de talents musical Egin kantu! d'ETB 1 i va resultar guanyadora del talent. Una de les cançons que li va donar la victòria va ser la cançó «En qué estrella estará» del grup Nena Daconte en la seva versió en basc («Izarren antzera»).
A més de la seva carrera a la música, Negueruela va estudiar medicina a la Universitat del País Basc (2012-2018). L'any 2018 a la cerimònia de graduació, Negueruela va aprofitar el discurs de graduació per denunciar el masclisme que pateixen les dones en les pràctiques de medicina. Posteriorment va realitzar el MIR a l'especialitat de medicina de família. Actualment exerceix com a metgessa a l'Hospital de Mendaro (Osakidetza), a l'especialitat de metgessa de família.

## Discografia

### Amb Nøgen
- 2017, Lys
- 2018, Liv til døden
- 2023, Åben Cirkel

## Filmografia

### Televisió
- 2024, Gora Bihotzak!, ETB 1 (convidada)[22][31]
- 2023, Joseba Arguiñano Sukalerrian, ETB 1 (convidada)[32]
- 2009, Egin kantu!, ETB 1